# Mistrzostwa Świata Juniorów w Hokeju na Lodzie 2016
40. Mistrzostwa Świata Juniorów w Hokeju na Lodzie – turniej hokejowy, który odbywał się pomiędzy 26 grudnia 2015 – 5 stycznia 2016 w stolicy Finlandii Helsinkach. Mecze rozgrywano w dwóch halach: Hartwall Arena o pojemności 13 349 miejsc oraz Helsinki Ice Hall. Były to siódme zawody o mistrzostwo świata rozegrane w Finlandii.
Obrońcą tytułu mistrzowskiego była reprezentacja Kanady, która w 2015 roku w Toronto pokonała reprezentację Rosji 5:4.
Złoty medal zdobyli reprezentanci Finlandii pokonując w finale po dogrywce reprezentację Rosji 4:3. Było to czwarte w historii zwycięstwo tej reprezentacji, a pierwsze od 2014 roku. Po raz piąty w historii reprezentacja Stanów Zjednoczonych zdobyła brązowy medal.

## Elita
| Lp. | Drużyna           |
| --- | ----------------- |
|     | Finlandia         |
|     | Rosja             |
|     | Stany Zjednoczone |
| 4   | Szwecja           |
| 5   | Czechy            |
| 6   | Kanada            |
| 7   | Słowacja          |
| 8   | Dania             |
| 9   | Szwajcaria        |
| 10  | Białoruś          |

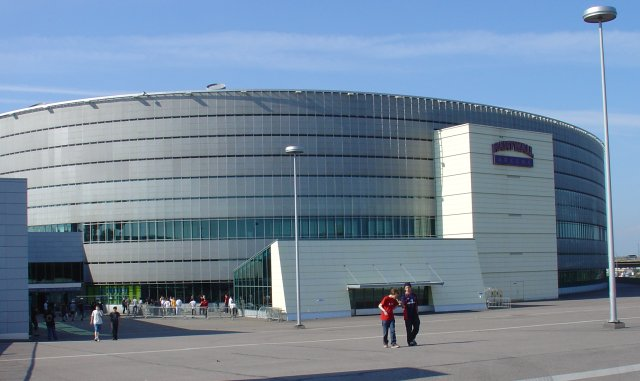
Hartwall Arena

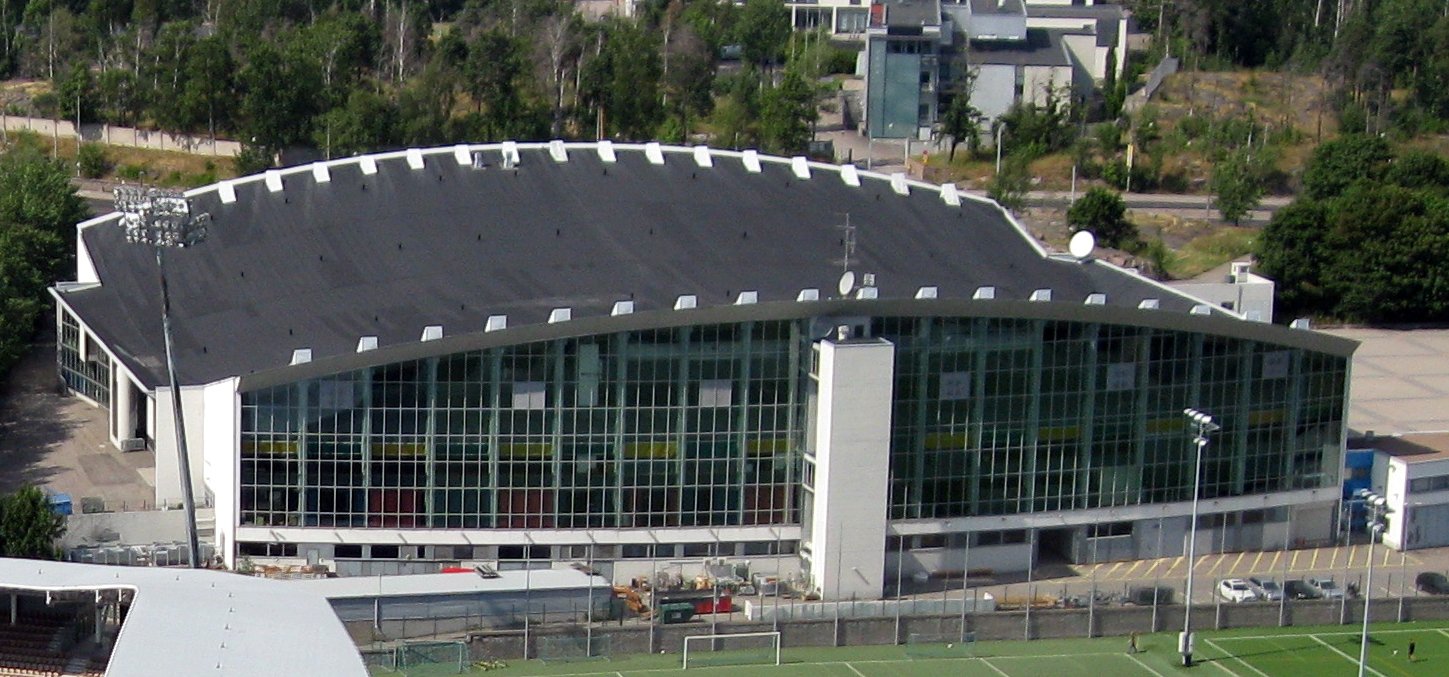
Helsinki Ice Hall

W tej części mistrzostw uczestniczyło 10 najlepszych drużyn na świecie. System rozgrywania meczów jest inny niż w niższych dywizjach. Najpierw drużyny rozgrywały mecze w fazie grupowej (2 grupy po 5 zespołów), systemem każdy z każdym. Do fazy pucharowej, czyli ćwierćfinałów awansowało po 4 drużyny z obu grup. Najsłabsza drużyna z każdej z grup zagrała w fazie play-off do dwóch zwycięstw. Drużyna, która przegrała dwukrotnie spadła do niższej dywizji.
Najskuteczniejszym zawodnikiem turnieju, a także graczem MVP został Fin Jesse Puljujärvi, który w siedmiu spotkaniach zdobył 17 punktów. Tytuł króla strzelców turnieju exequo wywalczyli Fin Patrik Laine oraz Amerykanin Auston Matthews. Do piątki gwiazd wyznaczonej przez media wybrano następujących zawodników: na pozycji bramkarza Szwed Linus Söderström, obrońcy: Olli Juolevi z Finlandii i Amerykanin Zach Werenski. W linii ataku dwóch Finów: Jesse Puljujärvi, Patrik Laine i Amerykanin Auston Matthews.

## Pierwsza dywizja
Grupa A
| Lp. | Drużyna    |
| --- | ---------- |
| 1   | Łotwa      |
| 2   | Austria    |
| 3   | Kazachstan |
| 4   | Norwegia   |
| 5   | Niemcy     |
| 6   | Włochy     |

Grupa B
| Lp. | Drużyna         |
| --- | --------------- |
| 1   | Francja         |
| 2   | Polska          |
| 3   | Wielka Brytania |
| 4   | Ukraina         |
| 5   | Słowenia        |
| 6   | Japonia         |

W mistrzostwach pierwszej dywizji uczestniczyło 12 zespołów, które zostały podzielone na dwie grupy po 6 zespołów. Rozegrały one mecze systemem każdy z każdym. Zwycięzca turnieju grupy A awansował do mistrzostw świata elity w 2017 roku, zaś najsłabsza drużyna grupy B spadła do drugiej dywizji.
Turniej Grupy A odbył się w dniach 13-19 grudnia 2015 roku w stolicy Austrii Wiedniu. Rywalizacja w grupie B odbyła się w dniach 12-18 grudnia 2015 roku we francuskim Megève.

## Druga dywizja
Grupa A
| Lp. | Drużyna          |
| --- | ---------------- |
| 1   | Węgry            |
| 2   | Litwa            |
| 3   | Estonia          |
| 4   | Chorwacja        |
| 5   | Holandia         |
| 6   | Korea Południowa |

Grupa B
| Lp. | Drużyna   |
| --- | --------- |
| 1   | Rumunia   |
| 2   | Hiszpania |
| 3   | Serbia    |
| 4   | Belgia    |
| 5   | Australia |
| 6   | Chiny     |

W mistrzostwach drugiej dywizji uczestniczyło 12 zespołów, które zostały podzielone na dwie grupy po 6 zespołów. Rozegrały one mecze systemem każdy z każdym. Zwycięzca turnieju grupy A awansował do mistrzostw świata pierwszej dywizji w 2017 roku, zaś najsłabsza drużyna grupy B spadła do trzeciej dywizji.
Turniej Grupy A odbył się w dniach 13 – 19 grudnia 2015 roku w litewskich Elektrenach.
Turniej Grupy B odbył się w dniach 17 – 23 stycznia 2016 w serbskim mieście Nowy Sad.

## Trzecia dywizja
| Lp. | Drużyna           |
| --- | ----------------- |
| 1   | Meksyk            |
| 2   | Bułgaria          |
| 3   | Nowa Zelandia     |
| 4   | Izrael            |
| 5   | Islandia          |
| 6   | Turcja            |
| 7   | Południowa Afryka |

W mistrzostwach trzeciej dywizji uczestniczyło 7 zespołów, które rozegrały mecze systemem każdy z każdym. Zwycięzca turnieju awansował do mistrzostw świata drugiej dywizji w 2017 roku.
Turniej odbył się w dniach 15 – 24 stycznia 2016 roku w Meksyku.